# Nationale 1958-1959
La Nationale 1958-1959 è stata la 37ª edizione del massimo campionato francese di pallacanestro maschile. La vittoria finale è stata ad appannaggio del Roanne.

## Risultati

### Fase a gironi

#### Gruppo A
|    | Squadra              | G  | V  | P  | PF  | PS   | P.ti | Qualificazione           |
| -- | -------------------- | -- | -- | -- | --- | ---- | ---- | ------------------------ |
| 1. | Charleville-Mézières | 14 | 12 | 2  | 966 | 741  | 38   | playoff                  |
| 2. | Roanne               | 14 | 12 | 2  | 956 | 805  | 38   | playoff                  |
| 3. | Auboué               | 14 | 8  | 6  | 899 | 812  | 30   |                          |
| 4. | AS Saint-Étienne     | 14 | 8  | 6  | 959 | 915  | 30   |                          |
| 5. | R.C. de France       | 14 | 6  | 8  | 852 | 836  | 26   |                          |
| 6. | RCM Tolosa           | 14 | 5  | 9  | 772 | 809  | 24   |                          |
| 7. | Montferrand          | 14 | 3  | 11 | 811 | 1045 | 20   | retrocesse in Excellence |
| 8. | Bucaille             | 14 | 2  | 12 | 699 | 951  | 18   | retrocesse in Excellence |

#### Gruppo B
|    | Squadra           | G  | V  | P  | PF  | PS  | P.ti | Qualificazione           |
| -- | ----------------- | -- | -- | -- | --- | --- | ---- | ------------------------ |
| 1. | P.U.C.            | 14 | 11 | 3  | 853 | 740 | 36   | playoff                  |
| 2. | ASVEL             | 14 | 10 | 4  | 852 | 777 | 34   | playoff                  |
| 3. | CO Billancourt    | 14 | 10 | 4  | 861 | 755 | 34   |                          |
| 4. | Mulhouse          | 14 | 7  | 7  | 832 | 867 | 28   |                          |
| 5. | Olympique Antibes | 14 | 5  | 9  | 782 | 827 | 24   |                          |
| 6. | Caen              | 14 | 5  | 9  | 787 | 818 | 24   |                          |
| 7. | ABC Nantes        | 14 | 5  | 9  | 832 | 897 | 24   | retrocesse in Excellence |
| 8. | Le Havre          | 14 | 3  | 11 | 803 | 921 | 20   | retrocesse in Excellence |

### Fase finale
|  | Semifinali           | Semifinali           | Semifinali |        |       | Finale | Finale | Finale |  |
|  |                      |                      |            |        |       |        |        |        |  |
|  | Charleville-Mézières | Charleville-Mézières | 62         |        |       |        |        |        |  |
|  | Charleville-Mézières | Charleville-Mézières | 62         |        |       |        |        |        |  |
|  | ASVEL                | ASVEL                | 75         |        |       |        |        |        |  |
|  | ASVEL                | ASVEL                | 75         |        | ASVEL | ASVEL  | 52     |        |  |
|  |                      |                      |            |        | ASVEL | ASVEL  | 52     |        |  |
|  |                      |                      | Roanne     | Roanne | 67    |        |        |        |  |
|  | P.U.C.               | P.U.C.               | Roanne     | Roanne | 67    | 51     |        |        |  |
|  | P.U.C.               | P.U.C.               |            |        |       |        |        |        |  |
|  | Roanne               | Roanne               | 53         |        |       |        |        |        |  |

| Nationale 1958-1959 |
| ------------------- |
| Roanne 1º titolo    |

## Formazione vincitrice
| N° | Naz.               | Ruolo | Sportivo         |  | Alt. |  |
| -- | ------------------ | ----- | ---------------- |  | ---- |  |
|    | Francia (bandiera) |       | André Vacheresse |  | 188  |  |
|    | Francia (bandiera) | A     | Henri Villecourt |  | 184  |  |
|    | Francia (bandiera) | G     | Maurice Marcelot |  | 176  |  |
|    | Francia (bandiera) | AG    | Jean-Baptiste Ré |  | 202  |  |
|    | Francia (bandiera) | A     | Roger Guillaume  |  | 187  |  |
|    | Francia (bandiera) | All.  | André Vacheresse |  |      |  |